# Hlinianska jelšina
Hlinianska jelšina je přírodní rezervace v oblasti Prešov.
Nachází se v katastrálním území obce Hlinné v okrese Vranov nad Topľou v Prešovském kraji. Území bylo vyhlášeno v roce 1981 na rozloze 46,15 ha. Ochranné pásmo nebylo stanoveno.
Na území přírodní rezervace se nacházejí maloplošná stanoviště s celou soustavou pramenišť. V terénních depresích na rovinatých plochách jsou slatinno-olšová společenství obklopená vlhkými typy bučin.
Slatino-olšové společenství (mokřadní olšiny) vznikaly přirozeným zazemněním mrtvých ramen, starých a opuštěných říčních koryt a meandrů, rybníků. Představují závěrečný vývoj hydrofytních společenství. Vyskytuje se zde vzácný kapradiník bažinný (Thelypteris palustris) a ostřice hubená (Carex strigosa).